# کیک جادویی
گاتای جادویی (به فرانسوی: Gâteau magique) یک کیک فرانسوی است که از خمیری سه لایه تشکیل می‌شود. لایه زیرین کاستارد، لایه میانی خامه و لایه بالایی اسفنج است.

## آماده‌سازی
این کیک حاوی وانیل، تخم مرغ، شیر، کره، آرد، پودر قند، نمک و آب است. خمیر هنگامی که داخل فر قرار می‌گیرد، به حالت مایع است و در حدود پنجاه دقیقه در دمای ۱۶۰ درجه سلسیوس (۳۲۰ درجه فارنهایت) پخته می‌شود. بعد از پخت، قسمت بالای کیک و لایه‌های میانی طلایی می‌شود و سپس به مدت دو ساعت در یخچال قرار می‌گیرد و با سرد شدن، آماده سرو می‌شود.